# Volkmar Groß

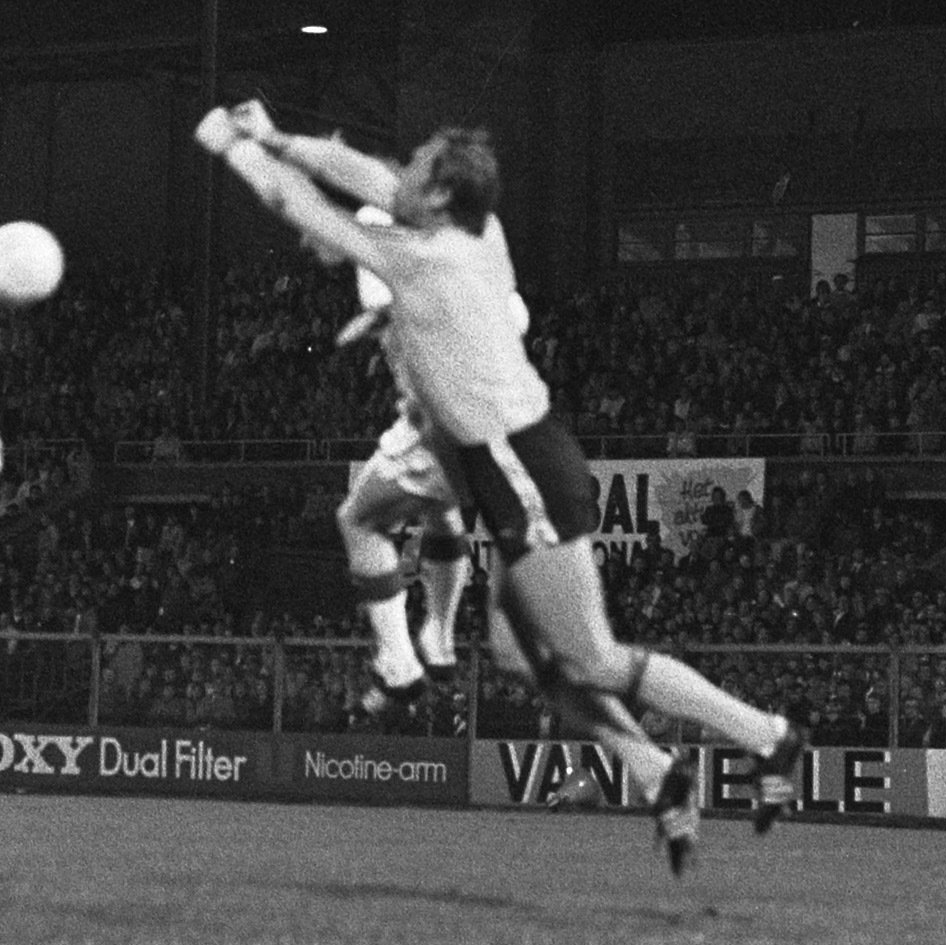
Volkmar Groß as speler van FC Twente in 1974

Volkmar Groß (Berlijn, 31 januari 1948 – aldaar, 3 juli 2014) was een Duits voetballer. Hij was doelverdediger bij onder andere Hertha BSC en FC Twente en kwam één keer uit voor het West-Duitse nationale team.

## Loopbaan
Groß maakte in 1967 zijn profdebuut voor Hertha BSC. Hij kwam in vijf seizoenen ruim 100 competitiewedstrijden uit voor deze club en maakte op 22 november 1970 tevens zijn interlanddebuut voor West-Duitsland in een vriendschappelijke wedstrijd tegen Griekenland. In 1971 was hij betrokken bij een groot omkoopschandaal in de Bundesliga. Voor zijn betrokkenheid bij een opzettelijk verloren wedstrijd tegen Arminia Bielefeld op 5 juni 1971 werd hij vanaf seizoen 1972/73 voor twee jaar geschorst. Deze schorsing werd later teruggebracht tot ruim een jaar. Groß was echter inmiddels verkast naar Zuid-Afrika, waar hij uitkwam voor Hellenic FC uit Kaapstad.
In september 1974 werd hij aangetrokken door het Nederlandse FC Twente, waar eerste keeper Piet Schrijvers was vertrokken, diens vervanger Marc De Clerck geblesseerd was en reserve Henny Ardesch ook. In tweeënhalf seizoen kwam hij in 79 officiële duels uit. Met Twente speelde hij in 1975 in de finale van de UEFA Cup tegen Borussia Mönchengladbach. Enkele uren voor aanvang van de eerste wedstrijd in Düsseldorf dreigde Groß door de West-Duitse politie gearresteerd te worden wegens een alimentatieachterstand bij zijn eerste twee echtgenotes. Doordat Twente en Borussia gezamenlijk de schuld betaalden, kon Groß toch uitkomen in de wedstrijd waarin hij een belangrijk aandeel in de 0-0-eindstand had. De thuiswedstrijd op 21 mei 1975 eindigde echter in een 5-1-nederlaag.
In de winter van 1977 vertrok hij naar Tennis Borussia Berlin. Deze ploeg degradeerde en Groß verkaste na afloop van dat seizoen naar FC Schalke 04. In 1979 zocht hij zijn heil in de North American Soccer League bij de Minnesota Kicks. Later dat jaar verruilde hij deze club voor de San Diego Sockers, waar hij tot 1983 voor uitkwam.
Groß overleed na een jarenlange ziekte.

## Statistieken
| Seizoen   | Club                   | Competitie               | Weds. | Goals |
| --------- | ---------------------- | ------------------------ | ----- | ----- |
| 1967–1972 | Hertha BSC             | Bundesliga               | 101   | 0     |
| 1972–1974 | Hellenic FC            | National Football League |       |       |
| 1974–1976 | FC Twente              | Eredivisie               | 65    | 0     |
| 1977      | Tennis Borussia Berlin | Bundesliga               | 17    | 1     |
| 1977–1979 | FC Schalke 04          | Bundesliga               | 35    | 0     |
| 1979      | Minnesota Kicks        | NASL                     | 15    | 0     |
| 1979–1983 | San Diego Sockers      | NASL                     | 125   | 1     |